# Harley Jane Kozak
Harley Jane Kozak, właśc. Susan Jane Kozak (ur. 28 stycznia 1957 w Wilkes-Barre, w stanie Pensylwania) – amerykańska aktorka telewizyjna i filmowa i autorka.

## Życiorys
Przyszła na świat jako najmłodsze z ośmiorga dzieci nauczycielki muzyki Doroty (z domu Taraldsen) i adwokata Josepha Aloysiusa Kozaka. Ma trzy siostry - Mary, Dorothy i Ann, oraz czterech braci: Andrew, Johna, Josepha i Petera. Ich ojciec zmarł, gdy Harley była nastolatką. Wychowywała się w Nebrasce, gdzie ukończyła Lincoln East High School (1975) i Acting Program New York University w Tisch School of the Arts (1980).
Kozak napisała pięć powieści: „Dating Dead Men” (2004), „Dating Is Murder: A Novel” (2005), „Dead Ex” (2007), „A Date You Can’t Refuse” (2008) i „Keeper of the Moon”.
Dwukrotnie rozwiedziona z Vanem Saantvordem i adwokatem Gregiem Aldisertem, z którym ma córkę Audrey (ur. 9 marca 2000) oraz bliźniaki: syna Lorenzo Roberta Aldiserta i córkę Gianę Julię (ur. 30 maja 2002 w Los Angeles).

## Filmografia

### Filmy fabularne
- 1983: Dom pani Slater (The House on Sorority Row) jako Diane
- 1989: Kiedy Harry poznał Sally (When Harry Met Sally) jako Helen
- 1989: Spokojnie, tatuśku (Parenthood) jako Susan Buckman
- 1995: Arachnofobia (Arachnophobia) jako Molly Jennings
- 1996: Titanic jako Bess Allison

### Seriale TV
- 1981–1982 w filmie: Teksas (Texas) jako Brette Wheeler
- 1983–1984 w filmie: Guiding Light (The Guiding Light) jako Annabelle Sims Reardon
- 1985–1986 w filmie: Santa Barbara jako Mary Duvall
- 1986: Autostrada do nieba (Highway to Heaven) jako Caroline
- 1991: Prawnicy z Miasta Aniołów (L.A. Law) jako Rikki Davis
- 1993–1994 w filmie: Rodzina Hartów z Dzikiego Zachodu (Harts of the West) jako Alison Hart
- 1997: Gwiezdne wrota (Stargate SG-1) jako Sara O’Neill
- 1997: Po tamtej stronie (The Outer Limits) jako więźniarka nr 98843
- 1999: Statek miłości (Love Boat: The Next Wave) jako Cassandra Taylor